# Jeremias Gotthelf
Albert Bitzius (Morat, 4 ottobre 1797 – Lützelflüh, 22 ottobre 1854) è stato uno scrittore svizzero noto con lo pseudonimo di Jeremias Gotthelf.

## Biografia

### Infanzia e adolescenza
Discendente da una famiglia borghese di Berna, nacque nel 1797 a Morat, un piccolo villaggio nel canton Friborgo (Svizzera), dove suo padre era parroco protestante. Il suo vero nome è Albert Bitzius che deriva per aferesi da Sulpitius cioè San Sulpicio. Assunse il nome di Jeremias Gotthelf ("Geremia Dio ti aiuti") sin dal suo primo romanzo. Aveva otto anni quando si trasferì con la famiglia a Utzenstorf, sempre nel bernese. Alla parrocchia era annessa una grande fattoria. Vivacissimo, sempre intento a dare la caccia agli animali, a pescare, ad attendere ai lavori dei campi assieme ai contadini, abile in tutti i giochi paesani. Passò così l'adolescenza immerso nella vita agreste alle cui attività si dedicò con alacre passione.

### Il ginnasio e gli anni bernesi
A quindici anni venne mandato a Berna per frequentare il ginnasio. È ricordato come uno scolaro diligente ma un po' distratto. Alla madre che andò a chiedere informazioni sul suo conto, il professore si espresse così: Dite a vostro figlio che impari a scrivere più decentemente. Scrive come una bestia. Se un giorno farà stampare qualcosa, specialmente in Germania, avrà un sacco di noie. Giusto – rispose la madre – ma penso che ne farà a meno. Non si sa mai, concluse il professore, che forse aveva intuito le possibilità del suo scolaro. Dopo il ginnasio, frequentò un corso di teologia. Nel 1820 venne promosso Kandidat e nominato vicario di suo padre. A proposito dei suoi anni a Berna, si può dire che non era portato agli studi, al lavoro scientifico, anche se tra le sue letture troviamo le Storie fiorentine di Niccolò Machiavelli, le Ideen di Johann Gottfried Herder e i discorsi sulla religione (Sulla religione. Discorsi a quegli intellettuali che la disprezzano) di Friedrich Schleiermacher. Ma, del resto, andava volentieri in società, anche femminile, ed era assiduo frequentatore del teatro e dei circoli di lettura. È stato il periodo roseo della mia vita, ebbe a dire più tardi.

### Il rientro a Utzenstorf
Ritornato a Utzenstorf, fece non poca fatica a tenere il contegno di vicario, sorvegliato sempre dal padre. Si sentiva bene soltanto coi ragazzi a scuola. Nella lettera ad un amico parla con entusiasmo di questa sua attività scolastica, alla quale poi di dedicherà con passione tutta la vita. Pochi mesi dopo, venne inviato a completare i suoi studi a Gottinga, come era uso. Passò un anno fuori casa.
Alla fine dell'anno di studi all'estero, riprese la sua attività di vicario, dedicandosi però molto alla scuola e fu anche agricoltore e pedagogo. Nel 1824 gli morì il padre. Non poté succedergli perché non aveva l'anzianità necessaria, ma forse anche perché col suo contegno non era nelle grazie dei superiori. Fu inviato quindi a Herzogenbuchsee, una parrocchia molto estesa, di cinquemila anime, e vi rimase per cinque anni, sempre come vicario. Sul conto del giovane vicario, a Herzogenbuchsee correvano voci non sempre lusinghiere: pare che di notte scappasse talvolta dalla finestra della parrocchia, con l'aiuto di una scala, per ritornare al mattino. Si travestiva da carrettiere o da commerciante di bestiame e passava la notte all'osteria in uno o nell'altro dei paesi, giocando a carte e bevendo. Non sappiamo che cosa ci sia di vero in tutto ciò, tuttavia è certo che il futuro scrittore ebbe modo di fare esperienze di ogni genere e che la sua vita non fu così tranquilla come si potrebbe credere.

### Trasferimento a Berna
Nella primavera del 1829 fu trasferito a Berna, per punizione, avendo voluto sostenere ad ogni costo la causa di un maestro. Certo, accumulò risentimenti e trova tristi le condizioni in mezzo alle quali dovette esplicare l'opera sua. Tutto ciò lo portò a salutare con entusiasmo la Rivoluzione di luglio. Ne scrisse ad un suo amico facendo considerazioni piuttosto ardite per un vicario. Egli disse: La prima rivoluzione francese è sorta dalle stesse idee e lottò contro gli stessi privilegi assurdi. Ma combatté colla forza fisica e per questo fu schiacciata da un'altra forza fisica e il dispotismo risorse. Questa rivoluzione, invece, è scoppiata ed è stata portata a termine per opera della ragione e per questo resisterà….Se il popolo si desta e capisce ciò che solo può sostenerlo, cioè un'educazione umana, cristiana e ragionevole e non nozioni, farà presto grandi progressi. Ma tutto si ridusse ad una nuova delusione per lui. La cosiddetta Regeneration svizzera che portò al potere i liberali, aprì, secondo lui, la porta all'estremo radicalismo.

### Il nuovo trasferimento nell'Emmental
Nel gennaio del 1831 arrivò per Gotthelf un altro trasferimento nel villaggio di Lützelflüh, nell'Emmental, da dove non si mosse più per tutta la vita. Nel marzo del 1832 fu finalmente nominato parroco, con grande ritardo di fronte ai suoi colleghi, e pochi mesi dopo prese moglie. Tra le molte battaglie che lo videro coinvolto, la più importante fu quella per l'istruzione pubblica. Seguirono quindi per lui anni di sfide, di dispute, di attacchi quasi quotidiani con sempre nuovi avversari. Non gli diedero soddisfazione, anzi logorarono il suo prestigio in tutta la regione. Eppure fu proprio in questi anni (1835-36) che avviene in lui un fatto importante: si mise a scrivere, probabilmente mosso dalla speranza di continuare le stesse lotte e di fare del bene al prossimo.

## Energia e scrittura
Della sua tempra irrequieta e del bisogno di esprimersi divenuto nel tempo irrinunciabile, Jeremias Gotthelf dà conto in una sua lettera:
D'altra parte, in me ferveva un'energia notevole, dove io mi impegnavo, qualcosa doveva muoversi, ciò che io prendevo in mano, doveva organizzarsi, ciò che mi spingeva a parlare o ad agire, mi dominava. Che la vita che si agitava in me spontaneamente tentasse di esprimersi, sembrò a molti una petulanza ingiustificata, prova di un contegno immodesto, indiscreto. Così mi trovai contro quanti credevano che io volessi cacciarmi in avanti e arrivare dove solo a loro spettava di arrivare. Ora tu capisci come in me si agitasse un fremito impetuoso di vita, quale nessuno immaginava e quando una mia idea trovava una via d'uscita, ero tacciato di impertinente. Una vita così doveva per forza consumarsi in se stessa o erompere in qualche modo. Trovò una via, quando mi misi a scrivere.

## L'opera e lo stile
C'è qualcosa di omerico nel modo di vedere e di raccontare del Gotthelf, come già hanno osservato Gottfried Keller e Thomas Mann, per non dire di altri. Dovunque calma armoniosa, esposizione oggettiva, colori precisi e una saggezza elementare e primitiva. In tutti i suoi romanzi si ascolta inoltre una nota di spiritualità che avvince. L'aspirazione al divino che li informa nasce misteriosamente proprio dal contatto con la terra e nella lotta contro le deformazioni degli uomini, ossia il peccato. Dando uno sguardo complessivo ai romanzi del Gotthelf, si osserva che artista si riveli soprattutto nelle figure femminili, che quasi sempre distraggono lo scrittore dalla sua tesi, lo entusiasmano al punto che molte volte intorno a queste figure si intreccia un romanzo che vive per conto suo e può essere quindi staccato con vantaggio da tutto il resto della trama. Si pensi soprattutto alla Mädeli in Dolori e gioie di un maestro, alla Vreneli di Uli il servo, e alla Bäbeli di Nonna Käthi. Questa sorta di racconti dalla vita propria fanno luce sulla straordinaria arte di novelliere che forse maggiormente contribuisce alla celebrazione del mestiere di scrittore di Gotthelf.

## Gotthelf novelliere
Le novelle di Jeremias Gotthelf sono contemporanee ai romanzi.
Gotthelf è un novelliere molto fervido: spazia attraverso la fantasia delle visioni romantiche, elabora miti della preistoria svizzera, si immerge nel mondo medievale, e arriva fino alle soglie della storia recente. Molte novelle sono tratte dal mondo dei contadini tra i quali viveva e quindi sono fuori del tempo. In questi lavori Gotthelf dà una rappresentazione oggettiva dei fatti, bene inquadrata, vede le figure ad una certa distanza e, prima di mettersi a raccontare, si fa una traccia dell'argomento e la segue. Egli è portato dal carattere stesso della novella a non divagare e a osservare certe proporzioni, cosa che pare più congeniale alla sua arte di scrivere.

### Il ragno nero
Il ragno nero (Die schwarze Spinne) è considerata la novella migliore del Gotthelf. È stata scritta nel 1841, subito dopo uno dei suoi romanzi più importanti, Uli il servo. La novella vera e propria è inserita in un'altra che le fa da cornice. Nella famiglia di un ricco contadino fervono i preparativi per un battesimo. Durante il rinfresco viene proposta una breve escursione all'aperto. Giunta l'intera brigata degli ospiti sotto un albero, il vecchio patriarca si mette a raccontare la leggenda che da secoli viene tramandata nella famiglia, la quale si intreccia con la storia del villaggio di Sumiswald e del suo castello, abitato dagli ingrati cavalieri teutonici. Tra questi, il più malvagio, fu lo svevo Hans von Stoffeln, sotto il cui dominio si manifestò il ragno nero. Avendo costui imposto ai propri contadini dei lavori troppo duri, li spinse indirettamente a stringere un patto con “il cacciatore verde”, ossia il diavolo. Quando i contadini tentarono di liberarsi di lui, contravvenendo alla promessa di consegnargli un bambino non battezzato, costui scatenò contro di loro il flagello del ragno.
Il ragno è il simbolo del male che il peccato può causare. Il diavolo, rappresentato in tutta la sua forza e in tutta la sua astuzia, è proprio Satana in agguato dell'uomo. Ma è in modo particolare nella descrizione delle stragi che si vede la potenza dell'arte di Gotthelf. Sono pagine terrificanti, che ci fanno pensare agli orrori di epidemie, di guerre, di catastrofi naturali di tempi passati ma anche del giorno d'oggi. Si rimane con l'incubo che tutto possa ripetersi anche per noi. C'è un mondo del male – secondo Gotthelf – in cui possiamo precipitare da un momento all'altro. Egli ci pone di fronte alla nostra responsabilità di uomini e vede un nesso tra le nostre colpe e le catastrofi che ci travolgono. Il demoniaco per lui sembra discendere dalla Bibbia e certo fa parte del suo sentimento religioso. Non fa alcuna distinzione tra catastrofi naturali, come l'inondazione dell'Emmental, alla quale assistette (è descritta in Käthi e nella novella Die Wassernot im Emmental am 13. August 1837, in italiano L'inondazione dell'Emmental del 13 agosto 1837) e le tragedie individuali che possono annientare un uomo.

## Rappresentazioni radiofoniche e televisive
Franz Schneider realizzò due film in bianco e nero su due romanzi di Jeremias Gotthelf: Uli der Knecht (1954) e Uli der Pächter (1955) con Liselotte Pulver e Johannes Schmidhauser. La novella Die schwarze Spinne è stata pure trasposta per il cinema. La Radio Nazionale svizzera ha prodotto una serie di trasmissioni basate su diversi romanzi e novelle di Gotthelf. Sebbene lo scrittore svizzero abbia redatto i suoi testi in un tedesco standard infarcito di alcune parole tipiche della parlata svizzero tedesca, tutti i film e gli spettacoli radiofonici sono stati registrati interamente in svizzero tedesco.
Nell'inverno 2004/2005 la televisione pubblica svizzera produsse un reality show per celebrare i 150 anni dalla morte di Jeremias Gotthelf. Lo spettacolo consisteva nel ritrarre una famiglia in una fattoria alle prese con uno stile di vita ispirato alle consuetudini contadine dei tempi dello scrittore svizzero.

## Opere

### Romanzi
- 1835, Der Bauernspiegel oder Lebensgeschichte des Jeremias Gotthelf von ihm selbst geschrieben (Lo specchio dei contadini ossia la vita di Geremia Gotthelf scritta da lui medesimo).
- 1837, Leiden und Freuden eines Schulmeisters (Dolori e gioie di un maestro di scuola).
- 1840, Wie Uli der Knecht glücklich wird (Come il servo Uli diventa felice).
- 1842-43, Wie Anne Bäbi Jowäger haushaltet und wie es ihm mit dem Doktern geht (Come Anne Bäbi Jowäger manda avanti la casa e che cosa succede ricorrendo ai ciarlatani).
- 1843-44, Geld und Geist (Denaro e spirito).
- 1844, Der Herr Essau (Il signor Essau); il romanzò uscì postumo nel 1922.
- 1845, Der Geltstag oder Wirtschaft nach der neuen Mode (Il fallimento o il commercio secondo la nuova moda); Die Kaserei in der Vehfreude (Il caseificio nella Vehfreude), romanzo umoristico.
- 1847, Uli der Pächter (Uli il fittavolo), seguito di Uli il servo; Käthi, die Grossmutter (La nonna Käthi), romanzo breve.
- Romanzi degli ultimi anni: Jakobs des Handwerksgesellen Wanderungen durch die Schweiz (Le peregrinazioni del garzone artigiano Jakob attraverso la Svizzera), Erlebnisse eines Schuldenbauers (Le vicende di un contadino pieno di debiti) e Zeitgeist und Bernergeist (Spirito moderno e spirito bernese) hanno interesse e valore documentario.

### Novelle
Alcune delle principali novelle dello scrittore svizzero:
- Ein Silvestertraum (Un sogno nella notte di San Silvestro), di ambientazione romantico-fantastica.
- Der Druide (Il druido) e Die drei Brüder (I tre fratelli), dove elabora miti della preistoria svizzera. Die schwarze Spinne (Il ragno nero) e Kurt von Koppigen, di ambientazione medievale.
- Elsi die seltsame Magd (Elsi, la serva strana), tratta da fatti contemporanei allo scrittore.
- Hans Joggeli der Erbvetter (Hans Joggeli, il parente ricco), Harzer Hans, auch ein Erbvetter (Harzer Hans, un altro parente ricco), Erdbeeri Mareili (Mareili la raccoglitrice di fragole), di ambientazione contadina.

### Edizioni tedesche
- Jeremias Gotthelf, Sämmtliche Werke, 24 voll., a cura di Rudolf Hunziker e Hans Blösch. Erlenbach-Zürich, 1911-25.
- Jeremias Gotthelf, Sämmtliche Werke, a cura di Walter Muschg, in 20 voll. Basel, 1948 e seguenti.

### Opere critiche
- 1931, W. Muschg, Gotthelf. Die Geheimnisse des Erzählers. München.
- 1934, W. Günther, Der ewige Gotthelf, Zürich (la seconda edizione, Berlin, Bielefeld, München, è stata pubblicata, nel 1954, col titolo: Jeremias Gotthelf, Wesen und Werk).
- 1939, K. Guggisberg, Jeremias Gotthelf, Christentum und Leben, Zürich und Leipzig.
- 1941, R. Zellwegen, Les débuts du roman rustique, Paris.
- 1945, P. Baumgartner, Jeremias Gotthelfs Zeitgeist und Bernergeist, Bern.
- 1945, T. Salfinger, Gotthelf und die Romantik, Basel.
- 1947, W. Günther, Gotthelf et Ramuz, Lausanne.
- 1949, O. Wilhelmi, Die rechte Ordnung. Ein Gotthelfbuch, Tübingen und Stuttgart.
- 1951, L. Vincenti, Profilo di Geremia Gotthelf, Torino. Ristampato in Saggi di letteratura tedesca, Milano-Napoli, 1953.
- 1953, H. M. Waidson, Jeremias Gotthelf. An introduction to the Swiss novelist, Oxford.
- 1953, W. Kohlschmidt, Christliche Existenz und Gotthelfsche Form in Geld und Geist, in “Die entzweite Welt”, Gladbeck; Die Welt des Bauern im Spiegel von Immermanns Münchhausen und Gotthelfs Uli.
- 1954, W. Muschg, Jeremias Gotthelf. Eine Einführung in seine Werke, Bern (Dalp Taschenbücherei).
- 1954, W. Muschg, Gotthelf und Basel, Basel Jahrbücher.
- 1954, J. D. Demagny, Les idées politiques de J. G. et de G. Keller et leur évolution, Paris.
- 1954, Fr. Seebass e J. G. Pfarrer, Volkserzieher und Dichter, Giessen.
- 1954, F. Karl, Das Bild des Menschen bei Jeremias Gotthelf, Frauenfeld.
- 1954, W. Kohlschmidt, Gotthelfs Gegenwärtigkeit, in “Neue Schweizer Rundschau”, numero di novembre.

### Traduzioni in italiano
- Il ragno nero, trad. di Massimo Mila, Minuziano, Milano 1945 (Studio tesi, Pordenone 1987; Adelphi, Milano 1996); trad. di Liliana Scalero, Rizzoli, Milano 1951 (Fabbri Editori, Milano 1996)
- Uli il servo, trad. di Ervino Pocar, Mondadori, Milano 1953
- Novelle, traduzione e introduzione a cura di Dora Burich Valenti, Utet, Torino 1955, 1968
- Lo specchio del villano ovvero Biografia di Jeremias Gotthelf scritta da lui stesso, trad. di Monica Iori, Jacques e i suoi quaderni, Pisa 1993;
- Due storie dell'Emmental, trad. di Mattia Mantovani, Dadò, Locarno 1997;
- Elsi, la strana serva, trad.  di Elisabetta Dell'Anna Ciancia, Adelphi, Milano 1997;
- Kurt di Koppigen, trad. di Elisabetta Dell'Anna Ciancia, Adelphi, Milano 2001
- Il cugino ricco, trad. di Mattia Mantovani, Dadò, Locarno 2006